# Franz Wilschke

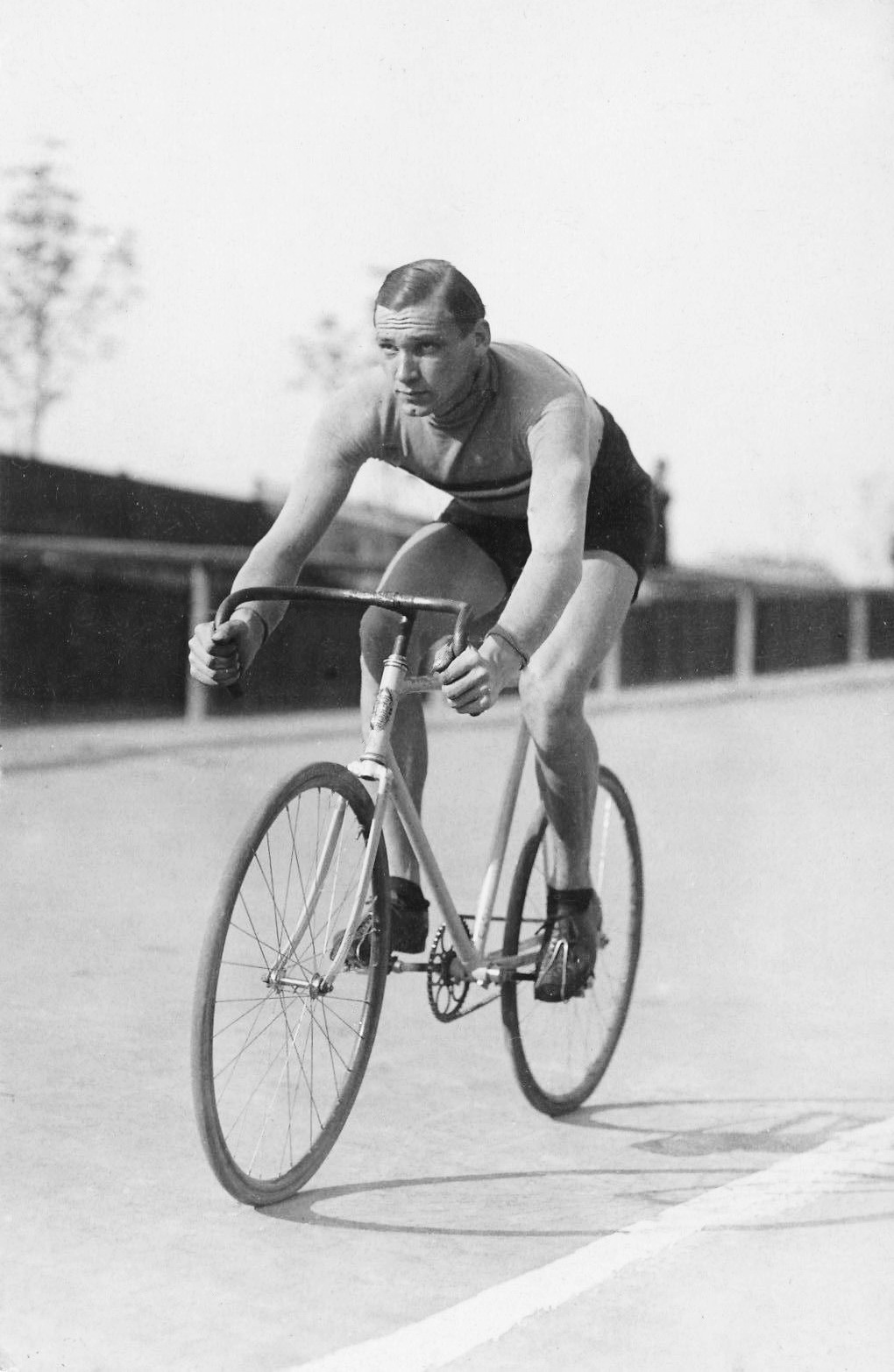
Um 1923: Momentaufnahme (Sportfotografie) des österreichischen Berufsfahrers Franz Wilschke;
Ansichtskarte des Wiener Fotografen Carl Zapletal

Franz Wilschke war ein österreichischer Radrennfahrer.

## Sportliche Laufbahn
1914 wurde Franz Wilschke Mitglied des Wiener Radfahrklubs Aar. Im selben Jahr bestritt er seine ersten Radrennen. Im Ersten Weltkrieg wurde er als Soldat eingezogen und fuhr als Mitglied des k.u.k. Landsturm-Radfahrerbataillons Militärrennen auf der Straße. Bei der Kriegsmeisterschaft über 100 Kilometer belegte er Platz zehn. Ab 1919 fuhr Wilschke, der zu dieser Zeit noch als „Junior“ galt, als Amateur für den Verein RC Wiedner Radler 1897; in späteren Jahren (offenbar nach seiner Reamateurisierung) kehrte er zum Radclub Aar zurück. Mutmaßlich 1921 oder 1922 wurde er Profi. Regelmäßig startete er bei Rennen auf der Hernalser Radrennbahn in Wien.
Wilschke gewann den Titel als österreichischer Fliegermeister der Profis in den Jahren 1923 und 1924 sowie zum dritten Mal am 9. August 1925 auf der Radrennbahn in Hernals. Dort siegte er mit sechs Punkten vor Hans Kaletta, Franz Kaletta und Hermann Kaletta (auch Kaleta). Wilschke war bis mindestens 1934 als Radsportler aktiv, übte aber auch Funktionärstätigkeiten aus. Eines seiner letzten Rennen als „alter Meister“ bestritt er im Oktober 1934 auf der Stadionradrennbahn in Wien.